# TFIIA
El factor de transcripción general IIA o TFIIA es una proteína nuclear involucrada en la transcripción del ADN dependiente de la ARN polimerasa II. El TFIIA es uno de varios factores de transcripción generales (FTG) o basales que se requieren para todos los eventos de transcripción que utilizan la ARN polimerasa II. Otros FTG incluyen TFIID, un complejo compuesto por la proteína de unión a la caja TATA o TBP y factores asociados a TBP (TAF), así como los factores TFIIB, TFIIE, TFIIF y TFIIH. Juntos, estos factores son responsables del reconocimiento del promotor y la formación de un complejo de pre-iniciación de la transcripción capaz de iniciar la síntesis de ARN a partir de un ADN molde.

## Funciones
TFIIA interactúa con la subunidad TBP de TFIID y ayuda a la unión de TBP a la caja TATA situada en el promotor. La interacción de TFIIA con TBP facilita la formación y estabiliza el complejo de pre-iniciación. Esta interacción también da como resultado la exclusión de factores represores que de otro modo podrían unirse a TBP e interferir con la formación del complejo. TFIIA también actúa como coactivador de algunos activadores de la transcripción, ayudando con su capacidad para aumentar o activar la transcripción. Los sistemas de transcripción in vitro han mostrado que la presencia de TFIIA es relativamente necesaria, razón por la que es considerado tanto un FTG como un coactivador similar a TAF pero más débil. Análisis genéticos llevados a cabo en levaduras han demostrado que TFIIA es esencial para la viabilidad celular.

## Estructura
TFIIA es un heterodímero con dos subunidades: una grande sin procesar (subunidad 1 o alfa/beta; nombre del gen GTF2A1) y una pequeña (subunidad 2 o gamma; nombre del gen GTF2A2). Originalmente, se creía que era un heterotrímero de tres subunidades: alfa (p35), beta (p19) y gamma (p12). En los seres humanos, los tamaños de las proteínas codificadas son de aproximadamente 55 kD y 12 kD. Ambos genes están presentes en especies que van desde humanos hasta levaduras, y sus productos proteicos interactúan para formar un complejo compuesto por un dominio de barril beta y un dominio de haz alfa helicoidal. Son las regiones N-terminal y C-terminal de la subunidad grande las que participan en interacciones con la subunidad pequeña. Estas regiones están separadas por otro dominio cuya secuencia siempre está presente en grandes subunidades de varias especies, pero cuyo tamaño varía y cuya secuencia no está muy conservada. Se ha encontrado un segundo gen que codifica una gran subunidad de TFIIA en algunos eucariotas superiores. Este gen, ALF/TFIIAtau (nombre del gen GTF2A1LF), se expresa solo en ovocitos y espermatocitos, lo que sugiere que tiene una función reguladora similar a TFIIA para la expresión génica solo en células germinales.